# Maurice de Savoie (1762-1799)
Maurice de Savoie (Maurizio Giuseppe Maria), né le 13 décembre 1762 et mort le 1er septembre 1799, est un prince de Savoie, duc de Montferrat.

## Biographie
Le prince Maurice est né au Palais Royal de Turin en 1762. Il est le neuvième enfant, mais le quatrième fils du roi Victor-Amédée de Savoie (alors appelée "le Duc de Savoie") et de la Reine Marie-Antoinette d'Espagne. Il est titré duc de Montferrat à sa naissance. La capitale de Montferrat, Casale Monferrato, est le théâtre d'une grande fête lors de sa naissance en son honneur. Prince, il a reçu un apanage de 20 millions de Piémont scudo.
Pour échapper à la menace de Napoléon Ier, le duc de Montferrat fuit vers la Sardaigne avec ses frères Victor-Emmanuel Ier et Charles-Félix de Savoie où le trio vit dans le Palazzo Carcassona.
Son frère aîné, Charles-Emmanuel IV, s'enfuit à Rome. En juin 1799, son frère Charles-Emmanuel le nomme gouverneur de la province de Sassari. Maurice de Savoie est mort sur l'île en 1799 de la malaria, et a été enterré à la Cathédrale d'Alghero. Son jeune frère Joseph-Placide de Savoie est également mort de la malaria en 1802.